# Brixia nigrifrons
Brixia nigrifrons är en insektsart som beskrevs av Synave 1960. Brixia nigrifrons ingår i släktet Brixia och familjen kilstritar. Inga underarter finns listade i Catalogue of Life.